# Фонто-Нуова
Фонто-Нуова (итал. Fonte Nuova) — город в Италии, располагается в регионе Лацио, подчиняется административному центру Рим.
Население составляет 24 659 человек (на 2004 г.), плотность населения составляет 1129 чел./км². Занимает площадь 20 км². Почтовый индекс — 000013. Телефонный код — 06.
Покровителем коммуны почитается святой Иосиф Обручник, празднование 19 марта.